# 大连西路
大连西路是中華人民共和國上海市虹口區和杨浦區的一條道路。西與西體育會路、廣中路和東江灣路相交，東至四平路與大連路相連。道路全长2117米，始建於中華民国4年(1915年)，當時僅有欧阳路以西路段，得名大连湾路。1956年，道路延伸至四平路，並更名為大连西路。沿路有玉田新村、曲阳新村、上海外国语大学、鲁迅公园。